# 加布里
加布里埃尔·弗朗西斯科·加西亚·德拉托雷（西班牙語：Gabriel Francisco García de la Torre，1979年2月10日—），已退役的西班牙男子足球运动员，司职中场，现为足球教练。加布里的职业生涯始于巴塞罗那B队，在1999年提拔进入一线队，2006年离队。2014年，他在洛桑体育退役，回到巴塞罗那B队任助理教练。他曾代表西班牙青年队参加1999年世青赛，并作为主力球员打入三球，次年代表国奥队参加2000年奥运会，获得一枚银牌。他也曾参加2004年欧洲足球锦标赛。2023年12月7日至2024年4月2日，加布里担任广西平果哈嘹主教练。